# Reckless Tour
Reckless Tour è un tour musicale di Bryan Adams svolto tra il 1984 e il 1985.
Il tour inizia nel dicembre del 1984, quando si esibisce assieme alla sua band di supporto in alcune metropoli degli Stati Uniti, quali Chicago, Detroit e Cleveland.
Nel 1985 il tour fa tappa in tutti gli Stati Uniti, dove l'album Reckless aveva conquistato 4 dischi di platino; successivamente in Canada, Australia, Europa e infine in Giappone.
Nel Tour europeo che vede Adams svolgere concerti in diverse Nazioni, quali Finlandia, Norvegia, Svezia, Danimarca, Germania, Svizzera, Gran Bretagna, Francia, Austria, Italia.
In circa 25 date del tour europeo, Adams è da supporto a Tina Turner per il suo Private Dancer Tour '84&'85.
L'apice viene raggiunto negli Stati Uniti, quando il 14 e 15 settembre 1985,svolge due concerti sold out al Madison Square Garden di New York.

## Reckless Tour / World Wide in '85 - (date)
L'intensa attività live di Adams nel suo Reckless Tour / World Wide in '85,porta il giovane canadese ad effettuare circa 200 date nel 1985,in Italia effettua l'unica data del tour a Milano il 29 marzo 1985.
| Numero | Data     | Luogo                                                       | Bandiera               | Nazione     |
| ------ | -------- | ----------------------------------------------------------- | ---------------------- | ----------- |
| 1      | 27/12/84 | Chicago, IL                                                 | Stati Uniti (bandiera) | USA         |
| 2      | 28/12/84 | Detroit, MI                                                 | Stati Uniti (bandiera) | USA         |
| 3      | 29/12/84 | Cleveland, OH                                               | Stati Uniti (bandiera) | USA         |
| 4      | 02/01/85 | Halifax, NS                                                 | Canada (bandiera)      | Canada      |
| 5      | 03/01/85 | Moncton, NB                                                 | Canada (bandiera)      | Canada      |
| 6      | 04/01/85 | Québec, PQ                                                  | Canada (bandiera)      | Canada      |
| 7      | 05/01/85 | Ottawa, ON                                                  | Canada (bandiera)      | Canada      |
| 8      | 08/01/85 | Massey Hall, Toronto, ON                                    | Canada (bandiera)      | Canada      |
| 9      | 09/01/85 | Massey Hall, Toronto, ON                                    | Canada (bandiera)      | Canada      |
| 10     | 10/01/85 | Massey Hall, Toronto, ON                                    | Canada (bandiera)      | Canada      |
| 11     | 11/01/85 | Montréal Forum, Montréal, PQ                                | Canada (bandiera)      | Canada      |
| 12     | 12/01/85 | Sudbury Arena, Sudbury, ON                                  | Canada (bandiera)      | Canada      |
| 13     | 14/01/85 | FT Williams Gardens, Thunder Bay, ON                        | Canada (bandiera)      | Canada      |
| 14     | 16/01/85 | Winnipeg, MB                                                | Canada (bandiera)      | Canada      |
| 15     | 18/01/85 | Northlands, Edmonton, AB                                    | Canada (bandiera)      | Canada      |
| 16     | 19/01/85 | Lethbridge, AB                                              | Canada (bandiera)      | Canada      |
| 17     | 20/01/85 | Calgary, AB                                                 | Canada (bandiera)      | Canada      |
| 18     | 21/01/85 | Agridome, Regina, SK                                        | Canada (bandiera)      | Canada      |
| 19     | 22/01/85 | Saskatoon, SK                                               | Canada (bandiera)      | Canada      |
| 20     | 23/01/85 | Bozeman, MT                                                 | Stati Uniti (bandiera) | USA         |
| 21     | 24/01/85 | The Field House, Montana, SD                                | Stati Uniti (bandiera) | USA         |
| 22     | 25/01/85 | Beasley Performing Arts Coliseum, Pullman, WA               | Stati Uniti (bandiera) | USA         |
| 23     | 26/01/85 | Seattle Arena, Seattle, WA                                  | Stati Uniti (bandiera) | USA         |
| 24     | 27/01/85 | Portland, OR                                                | Stati Uniti (bandiera) | USA         |
| 25     | 28/01/85 | Spanos Event Center, Stockton, CA                           | Stati Uniti (bandiera) | USA         |
| 26     | 29/01/85 | Berkley Community Theatre, Berkeley, CA                     | Stati Uniti (bandiera) | USA         |
| 27     | 01/02/85 | LA Forum, Hollywood, Los Angeles                            | Stati Uniti (bandiera) | USA         |
| 28     | 02/02/85 | LA Forum, Hollywood, Los Angeles                            | Stati Uniti (bandiera) | USA         |
| 29     | 19/02/85 | Icehallen, Helsinki, - (con Tina Turner)                    | Finlandia (bandiera)   | Finlandia   |
| 30     | 21/02/85 | Drammenhallen, Oslo, - (con Tina Turner)                    | Norvegia (bandiera)    | Norvegia    |
| 31     | 22/02/85 | Lisebergshallen, Göteborg, - (con Tina Turner)              | Svezia (bandiera)      | Svezia      |
| 32     | 23/02/85 | Isstadion, Stoccolma, - (con Tina Turner)                   | Svezia (bandiera)      | Svezia      |
| 33     | 24/01/85 | Falkoner Theatre, Copenaghen, - (con Tina Turner)           | Danimarca (bandiera)   | Danimarca   |
| 34     | 28/02/85 | Eberthalle, Ludwigshafen, - (con Tina Turner)               | Germania (bandiera)    | Germania    |
| 35     | 01/03/85 | Basketballhalle, Monaco di Baviera, - (con Tina Turner)     | Germania (bandiera)    | Germania    |
| 36     | 02/03/85 | Jahrhunderthalle, Francoforte sul Meno, - (con Tina Turner) | Germania (bandiera)    | Germania    |
| 37     | 03/03/85 | C.C.H., Amburgo, - (con Tina Turner)                        | Germania (bandiera)    | Germania    |
| 38     | 04/03/85 | Eissporthalle, Berlino, - (con Tina Turner)                 | Germania (bandiera)    | Germania    |
| 39     | 07/03/85 | Boeblingen, Stoccarda, - (con Tina Turner)                  | Germania (bandiera)    | Germania    |
| 40     | 08/03/85 | Hallenstadion, Zurigo, - (con Tina Turner)                  | Svizzera (bandiera)    | Svizzera    |
| 41     | 09/03/85 | Karl Diehm Halle, Würzburg, - (con Tina Turner)             | Germania (bandiera)    | Germania    |
| 42     | 11/03/85 | Brighton Centre, - (con Tina Turner)                        | Inghilterra (bandiera) | Inghilterra |
| 43     | 12/03/85 | Bournemouth International Centre, - (con Tina Turner)       | Inghilterra (bandiera) | Inghilterra |
| 44     | 14/03/85 | Wembley Arena, Londra, - (con Tina Turner)                  | Inghilterra (bandiera) | Inghilterra |
| 45     | 15/03/85 | Wembley Arena, Londra, - (con Tina Turner)                  | Inghilterra (bandiera) | Inghilterra |
| 46     | 16/03/85 | Wembley Arena, Londra, - (con Tina Turner)                  | Inghilterra (bandiera) | Inghilterra |
| 47     | 17/03/85 | Wembley Arena, Londra, - (con Tina Turner)                  | Inghilterra (bandiera) | Inghilterra |
| 48     | 18/03/85 | Wembley Arena, Londra, - (con Tina Turner)                  | Inghilterra (bandiera) | Inghilterra |
| 49     | 20/03/85 | The Playhouse, Edimburgo, - (con Tina Turner)               | Scozia (bandiera)      | Scozia      |
| 50     | 21/03/85 | Apollo Theatre, Manchester, - (con Tina Turner)             | Inghilterra (bandiera) | Inghilterra |
| 51     | 23/03/85 | Birmingham NEC, - (con Tina Turner)                         | Inghilterra (bandiera) | Inghilterra |
| 52     | 24/03/85 | Birmingham NEC, - (con Tina Turner)                         | Inghilterra (bandiera) | Inghilterra |
| 53     | 26/03/85 | Zenith, Parigi, - (con Tina Turner)                         | Francia (bandiera)     | Francia     |
| 54     | 27/03/85 | Garnier, Lione, - (con Tina Turner)                         | Francia (bandiera)     | Francia     |
| 55     | 28/03/85 | Chapiteau, Marsiglia, - (con Tina Turner)                   | Francia (bandiera)     | Francia     |
| 56     | 29/03/85 | Pala Lido, Milano, - (con Tina Turner)                      | Italia (bandiera)      | Italia      |
| 57     | 31/03/85 | Sportshalle, Klagenfurt, - (con Tina Turner)                | Austria (bandiera)     | Austria     |
| 58     | 01/04/85 | Sportshalle, Graz, - (con Tina Turner)                      | Austria (bandiera)     | Austria     |
| 59     | 02/04/85 | Sportshalle, Budapest, - (con Tina Turner)                  | Ungheria (bandiera)    | Ungheria    |
| 60     | 03/04/85 | Stadthalle, Vienna, - (con Tina Turner)                     | Austria (bandiera)     | Austria     |
| 61     | 04/04/85 | Sportshalle, Linz, - (con Tina Turner)                      | Austria (bandiera)     | Austria     |
| 62     | 05/04/85 | Jahrhunderthalle, Francoforte sul Meno, - (con Tina Turner) | Germania (bandiera)    | Germania    |
| 63     | 06/04/85 | Olympiahalle, Monaco di Baviera, - (con Tina Turner)        | Germania (bandiera)    | Germania    |
| 64     | 07/04/85 | Saarlandhalle, Saarbrücken, - (con Tina Turner)             | Germania (bandiera)    | Germania    |
| 65     | 08/04/85 | The Ahoy, Rotterdam, - (con Tina Turner)                    | Paesi Bassi (bandiera) | Paesi Bassi |
| 66     | 09/04/85 | The Ahoy, Rotterdam, - (con Tina Turner)                    | Paesi Bassi (bandiera) | Paesi Bassi |
| 67     | 10/04/85 | Forest National, Bruxelles, - (con Tina Turner)             | Belgio (bandiera)      | Belgio      |
| 68     | 11/04/85 | Jahrhunderthalle, Francoforte sul Meno, - (con Tina Turner) | Germania (bandiera)    | Germania    |
| 69     | 12/04/85 | Jahrhunderthalle, Francoforte sul Meno, - (con Tina Turner) | Germania (bandiera)    | Germania    |
| 70     | 13/04/85 | Stadthalle, Brema, - (con Tina Turner)                      | Germania (bandiera)    | Germania    |
| 71     | 14/04/85 | Westfalenhalle, Dortmund, - (con Tina Turner)               | Germania (bandiera)    | Germania    |
| 72     | 15/04/85 | Philipshalle, Düsseldorf, - (con Tina Turner)               | Germania (bandiera)    | Germania    |
| 73     | 16/04/85 | Forest National, Bruxelles, - (con Tina Turner)             | Belgio (bandiera)      | Belgio      |
| 74     | 16/04/85 | Forest National, Bruxelles, - (con Tina Turner)             | Belgio (bandiera)      | Belgio      |
| 75     | 18/04/85 | Hammersmith Odeon, Londra                                   | Inghilterra (bandiera) | Inghilterra |
| 76     | 19/04/85 | Hammersmith Odeon, Londra                                   | Inghilterra (bandiera) | Inghilterra |
| 77     | 20/04/85 | Hammersmith Odeon, Londra                                   | Inghilterra (bandiera) | Inghilterra |
| 78     | 03/05/85 | Tulsa Assembly Center, Tulsa, OK                            | Stati Uniti (bandiera) | USA         |
| 79     | 04/05/85 | Lloyd Noble Arena, Norman, Oklahoma City, OK                | Stati Uniti (bandiera) | USA         |
| 80     | 05/05/85 | Kansas Coliseum, Wichita, KS                                | Stati Uniti (bandiera) | USA         |
| 81     | 07/05/85 | Frank Erwin Special Events Center, Austin, TX               | Stati Uniti (bandiera) | USA         |
| 82     | 08/05/85 | Convention Center, San Antonio, TX                          | Stati Uniti (bandiera) | USA         |
| 83     | 10/05/85 | Convention Center, Dallas, TX                               | Stati Uniti (bandiera) | USA         |
| 84     | 11/05/85 | Lakefront Arena, New Orleans, LA                            | Stati Uniti (bandiera) | USA         |
| 85     | 12/05/85 | Astrodome, Houston, TX                                      | Stati Uniti (bandiera) | USA         |
| 86     | 13/05/85 | Thomas Assembley Center, Ruston, LA                         | Stati Uniti (bandiera) | USA         |
| 87     | 15/05/85 | Municipal Auditorium, Nashville, TN                         | Stati Uniti (bandiera) | USA         |
| 88     | 17/05/85 | Charlotte Coliseum, Charlotte, NC                           | Stati Uniti (bandiera) | USA         |
| 89     | 18/05/85 | The Omni, Atlanta, GA                                       | Stati Uniti (bandiera) | USA         |
| 90     | 20/05/85 | Boston Garden, Boston, MA                                   | Stati Uniti (bandiera) | USA         |
| 91     | 22/05/85 | Civic Center, Charleston, WV                                | Stati Uniti (bandiera) | USA         |
| 92     | 23/05/85 | Carolina Coliseum, Columbia, SC                             | Stati Uniti (bandiera) | USA         |
| 93     | 24/05/85 | Bayfront Center, Saint Petersburg, FL                       | Stati Uniti (bandiera) | USA         |
| 94     | 25/05/85 | Orange County Civic Center, Orlando, FL                     | Stati Uniti (bandiera) | USA         |
| 95     | 26/05/85 | Hollywood Sportatorium, Pembroke Pines, Miami, FL           | Stati Uniti (bandiera) | USA         |
| 96     | 01/06/85 | Jefferson Civic Center, Birmingham, AL                      | Stati Uniti (bandiera) | USA         |
| 97     | 02/06/85 | Barton Coliseum, Little Rock, AR                            | Stati Uniti (bandiera) | USA         |
| 98     | 04/06/85 | Mississippi Coliseum, Jackson, MS                           | Stati Uniti (bandiera) | USA         |
| 99     | 06/06/85 | Midsouth Coliseum, Memphis, TN                              | Stati Uniti (bandiera) | USA         |
| 100    | 07/06/85 | Civic Coliseum, Knoxville, TN                               | Stati Uniti (bandiera) | USA         |
| 101    | 08/06/85 | Freedon Hall, Johnson City, TN                              | Stati Uniti (bandiera) | USA         |
| 102    | 09/06/85 | Centennial Hall, Toledo, OH                                 | Stati Uniti (bandiera) | USA         |
| 103    | 11/06/85 | Norfolk Scope, Norfolk, VA                                  | Stati Uniti (bandiera) | USA         |
| 104    | 13/06/85 | Poplar Creek Music Theatre, Hoffman Estates, Chicago, IL    | Stati Uniti (bandiera) | USA         |
| 105    | 14/06/85 | Blossom Music Festival, Cuyahoga Falls, OH                  | Stati Uniti (bandiera) | USA         |
| 106    | 15/06/85 | Riverbend Music Center, Cincinnati, OH                      | Stati Uniti (bandiera) | USA         |
| 107    | 16/06/85 | Louisville Gardens, Louisville, KY                          | Stati Uniti (bandiera) | USA         |
| 108    | 18/06/85 | Performing Arts Center, Saratoga Springs, NY                | Stati Uniti (bandiera) | USA         |
| 109    | 19/06/85 | Binghampton, NY                                             | Stati Uniti (bandiera) | USA         |
| 110    | 20/06/85 | Meadowlands Arena, East Rutherford, NJ                      | Stati Uniti (bandiera) | USA         |
| 111    | 21/06/85 | Meadowlands Arena, East Rutherford, NJ                      | Stati Uniti (bandiera) | USA         |
| 112    | 22/06/85 | Merriweather Post Pavillion, Columbia, MD                   | Stati Uniti (bandiera) | USA         |
| 113    | 24/06/85 | Fairgrounds, Allentown, PA                                  | Stati Uniti (bandiera) | USA         |
| 114    | 25/06/85 | War Memorial, Rochester, NY                                 | Stati Uniti (bandiera) | USA         |
| 115    | 27/06/85 | Centrum, Worcester, MA                                      | Stati Uniti (bandiera) | USA         |
| 116    | 28/06/85 | New Haven Coliseum, New Haven, CT                           | Stati Uniti (bandiera) | USA         |
| 117    | 29/06/85 | Mann Music Center, Filadelfia, PA                           | Stati Uniti (bandiera) | USA         |
| 118    | 30/06/85 | Civic Center, Pittsburgh, PA                                | Stati Uniti (bandiera) | USA         |
| 119    | 02/07/85 | Summerfest, Milwaukee, WI                                   | Stati Uniti (bandiera) | USA         |
| 120    | 03/07/85 | Rockford, IL                                                | Stati Uniti (bandiera) | USA         |
| 121    | 05/07/85 | Veterans Auditorium, Des Moines, IW                         | Stati Uniti (bandiera) | USA         |
| 122    | 06/07/85 | Civic Center, Saint Paul, MN                                | Stati Uniti (bandiera) | USA         |
| 123    | 07/07/85 | The Center, Springfield, IL                                 | Stati Uniti (bandiera) | USA         |
| 124    | 09/07/85 | Mesker Music Theatre, Evansville, IN                        | Stati Uniti (bandiera) | USA         |
| 125    | 10/07/85 | Market Square Arena, Indianapolis, IN                       | Stati Uniti (bandiera) | USA         |
| 126    | 11/07/85 | Allen County Memorial Coliseum, Fort Wayne, IN              | Stati Uniti (bandiera) | USA         |
| 127    | 13/07/85 | Live Aid, Filadelfia, PA,                                   | Stati Uniti (bandiera) | USA         |
| 128    | 13/07/85 | Legend Valley Park, Columbus, OH                            | Stati Uniti (bandiera) | USA         |
| 129    | 14/07/85 | Pine Knob Music Theatre, Clarkston, MI                      | Stati Uniti (bandiera) | USA         |
| 130    | 15/07/85 | Sawmill Creek Resort, Huron, Cleveland, OH                  | Stati Uniti (bandiera) | USA         |
| 131    | 17/07/85 | Dane County Coliseum, Madison, WI                           | Stati Uniti (bandiera) | USA         |
| 132    | 18/07/85 | La Crosse Civic Center, La Crosse, WI                       | Stati Uniti (bandiera) | USA         |
| 133    | 19/07/85 | Duluth Arena, Duluth, MN                                    | Stati Uniti (bandiera) | USA         |
| 134    | 20/07/85 | Civic Center, Bismarck, ND                                  | Stati Uniti (bandiera) | USA         |
| 135    | 21/07/85 | Rushmore Plaza Civic Center, Rapid City, SD                 | Stati Uniti (bandiera) | USA         |
| 136    | 26/07/85 | Civic Auditorium, Omaha, NE                                 | Stati Uniti (bandiera) | USA         |
| 137    | 27/07/85 | St. Louis Arena, Saint Louis, MO                            | Stati Uniti (bandiera) | USA         |
| 138    | 28/07/85 | Kemper Arena, Kansas City, MO                               | Stati Uniti (bandiera) | USA         |
| 139    | 30/07/85 | Amarillio Civic Center, Lubbock/Amarillo, TX                | Stati Uniti (bandiera) | USA         |
| 140    | 01/08/85 | County Coliseum, El Paso, TX                                | Stati Uniti (bandiera) | USA         |
| 141    | 02/08/85 | Tingley Coliseum, Albuquerque, NM                           | Stati Uniti (bandiera) | USA         |
| 142    | 03/08/85 | Red Rocks Amphitheatre, Denver, CO                          | Stati Uniti (bandiera) | USA         |
| 143    | 04/08/85 | Salt Palace Arena, Salt Lake City, UT                       | Stati Uniti (bandiera) | USA         |
| 144    | 06/08/85 | Cal Expo, Sacramento, CA                                    | Stati Uniti (bandiera) | USA         |
| 145    | 07/08/85 | Pavillion, Concord, CA                                      | Stati Uniti (bandiera) | USA         |
| 146    | 09/08/85 | Thomas & Mack Arena, Las Vegas, NV                          | Stati Uniti (bandiera) | USA         |
| 147    | 10/08/85 | Veterans Coliseum, Phoenix, AZ                              | Stati Uniti (bandiera) | USA         |
| 148    | 11/08/85 | Pacific Theatre, Costa Mesa, CA                             | Stati Uniti (bandiera) | USA         |
| 149    | 12/08/85 | Sports Arena, San Diego, CA                                 | Stati Uniti (bandiera) | USA         |
| 150    | 14/08/85 | Lawler Events Center, Reno, NV                              | Stati Uniti (bandiera) | USA         |
| 151    | 15/08/85 | BSU Pavillion, Boise, ID                                    | Stati Uniti (bandiera) | USA         |
| 152    | 16/08/85 | Portland Coliseum, Portland, OR                             | Stati Uniti (bandiera) | USA         |
| 153    | 17/08/85 | Spokan Coliseum, Spokane, WA                                | Stati Uniti (bandiera) | USA         |
| 154    | 18/08/85 | Tacoma Dome, Tacoma, WA                                     | Stati Uniti (bandiera) | USA         |
| 155    | 20/08/85 | Events Center, Casper, WY                                   | Stati Uniti (bandiera) | USA         |
| 156    | 22/08/85 | Five Seasons Arena, Cedar Rapids, IA                        | Stati Uniti (bandiera) | USA         |
| 157    | 24/08/85 | Fairgrounds, Kingston, NH                                   | Stati Uniti (bandiera) | USA         |
| 158    | 25/08/85 | Olympic Center, Lake Placid, NY                             | Stati Uniti (bandiera) | USA         |
| 159    | 26/08/85 | State Fair, Syracuse, NY                                    | Stati Uniti (bandiera) | USA         |
| 160    | 27/08/85 | Fairgrounds, Middletown, NY                                 | Stati Uniti (bandiera) | USA         |
| 161    | 29/08/85 | Metro Center, Rockford, IL                                  | Stati Uniti (bandiera) | USA         |
| 162    | 01/09/85 | Pacific Coliseum, Vancouver, BC                             | Canada (bandiera)      | Canada      |
| 163    | 02/09/85 | Pacific Coliseum, Vancouver, BC                             | Canada (bandiera)      | Canada      |
| 164    | 06/09/85 | Wings Stadium, Kalamazoo, MI                                | Stati Uniti (bandiera) | USA         |
| 165    | 07/09/85 | Hulman Civic Center, Terre Haute, IN                        | Stati Uniti (bandiera) | USA         |
| 166    | 08/09/85 | Alpine Valley Music Theatre, East Troy, MI                  | Stati Uniti (bandiera) | USA         |
| 167    | 10/09/85 | Greensboro Coliseum, Greensboro, NC                         | Stati Uniti (bandiera) | USA         |
| 168    | 11/09/85 | Civic Center, Roanoke, VA                                   | Stati Uniti (bandiera) | USA         |
| 169    | 12/09/85 | Capitol Center, Landover, MD                                | Stati Uniti (bandiera) | USA         |
| 170    | 14/09/85 | Madison Square Garden, New York, NY                         | Stati Uniti (bandiera) | USA         |
| 171    | 15/09/85 | Madison Square Garden, New York, NY                         | Stati Uniti (bandiera) | USA         |
| 172    | 16/09/85 | Civic Center, Hartford, CT                                  | Stati Uniti (bandiera) | USA         |
| 173    | 17/09/85 | Boston Garden, Boston, MA                                   | Stati Uniti (bandiera) | USA         |
| 174    | 18/09/85 | Civic Center, Providence, RI                                | Stati Uniti (bandiera) | USA         |
| 175    | 21/09/85 | CNE Stadium, Toronto, ON                                    | Canada (bandiera)      | Canada      |
| 176    | 22/09/85 | Montréal Forum, Montréal, PQ                                | Canada (bandiera)      | Canada      |
| 177    | 23/09/85 | Colisee De Quebec, Québec                                   | Canada (bandiera)      | Canada      |
| 178    | 25/09/85 | Civic Center, Ottawa, ON                                    | Canada (bandiera)      | Canada      |
| 179    | 26/09/85 | Civic Center, Ottawa, ON                                    | Canada (bandiera)      | Canada      |
| 180    | 27/09/85 | Montréal Forum, Montréal, PQ                                | Canada (bandiera)      | Canada      |
| 181    | 28/09/85 | Memorial Auditorium, Buffalo, NY                            | Stati Uniti (bandiera) | USA         |
| 182    | 29/09/85 | Joe Louis Arena, Detroit, MI                                | Stati Uniti (bandiera) | USA         |
| 183    | 01/10/85 | Civic Center, Huntingdon, WV                                | Stati Uniti (bandiera) | USA         |
| 184    | 03/10/85 | Civic Center, Wheeling, WV                                  | Stati Uniti (bandiera) | USA         |
| 185    | 04/10/85 | Nassau Coliseum, Uniondale, Long Island, NY                 | Stati Uniti (bandiera) | USA         |
| 186    | 05/10/85 | The Spectrum, Filadelfia, PA                                | Stati Uniti (bandiera) | USA         |
| 187    | 06/10/85 | Civic Center, Augusta, ME                                   | Stati Uniti (bandiera) | USA         |
| 188    | 27/10/85 | Osakajo Hall, Osaka                                         | Giappone (bandiera)    | Giappone    |
| 189    | 28/10/85 | Festival Hall, Osaka                                        | Giappone (bandiera)    | Giappone    |
| 190    | 30/10/85 | Budokan, Tokyo                                              | Giappone (bandiera)    | Giappone    |
| 191    | 31/10/85 | Budokan, Tokyo                                              | Giappone (bandiera)    | Giappone    |
| 192    | 01/11/85 | Budokan, Tokyo                                              | Giappone (bandiera)    | Giappone    |

## The Reckless 30th Anniversary Tour 2014/15 - (date)
In occasione del 30º anniversario della pubblicazione di Reckless, Adams ha deciso di celebrare questo evento con una serie di concerti con il The Reckless 30th Anniversary Tour.
| Numero | Data     | Luogo                                                  | Bandiera               | Nazione               |
| ------ | -------- | ------------------------------------------------------ | ---------------------- | --------------------- |
| 1      | 13/11/14 | Capital FM Arena, Nottingham                           | Regno Unito (bandiera) | Regno Unito           |
| 2      | 14/11/14 | The Hydro, Glasgow, Scozia                             | -                      | Regno Unito           |
| 3      | 15/11/14 | Echo Arena, Liverpool                                  | Regno Unito (bandiera) | Regno Unito           |
| 4      | 16/11/14 | Metro Radio Arena, Newcastle upon Tyne                 | Regno Unito (bandiera) | Regno Unito           |
| 5      | 18/11/14 | Motorpoint Arena, Sheffield                            | Regno Unito (bandiera) | Regno Unito           |
| 6      | 19/11/14 | LG Arena, Birmingham                                   | Regno Unito (bandiera) | Regno Unito           |
| 7      | 21/11/14 | Motorpoint Arena, Cardiff                              | -                      | Regno Unito           |
| 8      | 22/11/14 | The O2, Londra                                         | Regno Unito (bandiera) | Regno Unito           |
| 9      | 23/11/14 | Phones 4U Arena, Manchester                            | Regno Unito (bandiera) | Regno Unito           |
| 10     | 25/11/14 | First Direct Arena, Leeds                              | Regno Unito (bandiera) | Regno Unito           |
| 11     | 26/11/14 | Wembley Arena, Londra                                  | Regno Unito (bandiera) | Regno Unito           |
| 12     | 03/12/14 | O2 WORLD, Berlino                                      | Germania (bandiera)    | Germania              |
| 13     | 04/12/14 | Schleyer-Halle, Stoccarda                              | Germania (bandiera)    | Germania              |
| 14     | 05/12/14 | Zenith, Parigi                                         | Francia (bandiera)     | Francia               |
| 15     | 06/12/14 | Sportpaleis, Anversa                                   | Belgio (bandiera)      | Belgio                |
| 16     | 08/12/14 | Ziggo Dome, Amsterdam                                  | Paesi Bassi (bandiera) | Paesi Bassi           |
| 17     | 09/12/14 | Lanxess Arena, Colonia                                 | Germania (bandiera)    | Germania              |
| 18     | 10/12/14 | Olympiahalle, Monaco di Baviera                        | Germania (bandiera)    | Germania              |
| 19     | 12/12/14 | Hallestadion, Zurigo                                   | Svizzera (bandiera)    | Svizzera              |
| 20     | 13/12/14 | Olympiahalle, Innsbruck                                | Austria (bandiera)     | Austria               |
| 21     | 14/12/14 | Arena Stozice, Lubiana                                 | Slovenia (bandiera)    | Slovenia              |
| 22     | 15/12/14 | Wiener Stadthalle, Vienna                              | Austria (bandiera)     | Austria               |
| 23     | 16/12/14 | Krakow Arena, Cracovia                                 | Polonia (bandiera)     | Polonia               |
| 24     | 12/01/15 | Save-On Foods Memorial Centre, Victoria, B.C.          | Canada (bandiera)      | Canada                |
| 25     | 14/01/15 | Rogers Arena, Vancouver, B.C.                          | Canada (bandiera)      | Canada                |
| 26     | 15/01/15 | Prospera Place, Kelowna, B.C.                          | Canada (bandiera)      | Canada                |
| 27     | 16/01/15 | Scotiabank Saddledome, Calgary                         | Canada (bandiera)      | Canada                |
| 28     | 17/01/15 | Rexall Place, Edmonton                                 | Canada (bandiera)      | Canada                |
| 29     | 19/01/15 | Brandt Centre, Regina                                  | Canada (bandiera)      | Canada                |
| 30     | 20/01/15 | MTS Centre, Winnipeg                                   | Canada (bandiera)      | Canada                |
| 31     | 18/02/15 | Scotiabank Centre, Halifax                             | Canada (bandiera)      | Canada                |
| 32     | 20/02/15 | Canadian Tire Centre, Ottawa, Ont.                     | Canada (bandiera)      | Canada                |
| 33     | 21/02/15 | Rogers K-Rock Centre, Kingston, Ont.                   | Canada (bandiera)      | Canada                |
| 34     | 23/02/15 | Bell Centre, Montréal, Q.C.                            | Canada (bandiera)      | Canada                |
| 35     | 24/02/15 | Budweiser Gardens, London, Ont.                        | Canada (bandiera)      | Canada                |
| 36     | 26/02/15 | FirstOntario Centre, Hamilton, Ont.                    | Canada (bandiera)      | Canada                |
| 37     | 27/02/15 | Bell Centre, Montréal, Q.C.                            | Canada (bandiera)      | Canada                |
| 38     | 28/02/15 | Air Canada Centre, Toronto, Ont.                       | Canada (bandiera)      | Canada                |
| 39     | 17/03/15 | Arena Noord, Frederikshavn                             | Danimarca (bandiera)   | Danimarca             |
| 40     | 18/03/15 | Energi Arena, Aarhus                                   | Danimarca (bandiera)   | Danimarca             |
| 41     | 19/03/15 | Forum Theatre, Copenaghen                              | Danimarca (bandiera)   | Danimarca             |
| 42     | 20/03/15 | Spektrum, Oslo                                         | Norvegia (bandiera)    | Norvegia              |
| 43     | 21/03/15 | Goranson Hall, Sandviken                               | Svezia (bandiera)      | Svezia                |
| 44     | 23/03/15 | Icehall, Helsinki                                      | Finlandia (bandiera)   | Finlandia             |
| 45     | 25/03/15 | Arena Riga, Rīga                                       | Lettonia (bandiera)    | Lettonia              |
| 46     | 26/03/15 | Chizhovka Arena, Minsk                                 | Bielorussia (bandiera) | Bielorussia           |
| 47     | 27/03/15 | Zalgirio Arena, Kaunas                                 | Lituania (bandiera)    | Lituania              |
| 48     | 28/03/15 | Ergo Arena, Danzica                                    | Polonia (bandiera)     | Polonia               |
| 49     | 11/04/15 | Cynthia Woods Mitchell Pavilion, Houston, TX           | Stati Uniti (bandiera) | Stati Uniti d'America |
| 50     | 12/02/15 | Allen Event Center, Dallas, TX                         | Stati Uniti (bandiera) | Stati Uniti d'America |
| 51     | 14/04/15 | The Joint - Hard Rock Casino, Tulsa                    | Stati Uniti (bandiera) | Stati Uniti d'America |
| 52     | 15/04/15 | Fox Theater, Saint Louis, MO                           | Stati Uniti (bandiera) | Stati Uniti d'America |
| 53     | 17/04/15 | Verizon Amphitheater, Atlanta, GA                      | Stati Uniti (bandiera) | Stati Uniti d'America |
| 54     | 18/04/15 | Red Hat Amphitheater, Raleigh, NC                      | Stati Uniti (bandiera) | Stati Uniti d'America |
| 55     | 16/05/15 | Mandalay Bay Arena, Las Vegas, NV                      | Stati Uniti (bandiera) | Stati Uniti d'America |
| 56     | 18/05/15 | Sandia Resort & Casino Amphitheater, Albuquerque, NM   | Stati Uniti (bandiera) | Stati Uniti d'America |
| 57     | 19/05/15 | Comerica Theatre, Phoenix, AZ                          | Stati Uniti (bandiera) | Stati Uniti d'America |
| 58     | 20/05/15 | Cal Coast Credit Union Open Air Theatre, San Diego, CA | Stati Uniti (bandiera) | Stati Uniti d'America |
| 59     | 22/05/15 | Verizon Amphitheatre, Irvine, CA                       | Stati Uniti (bandiera) | Stati Uniti d'America |
| 60     | 23/05/15 | Shoreline Amphitheatre, San Francisco, CA              | Stati Uniti (bandiera) | Stati Uniti d'America |
| 61     | 19/06/15 | Bethel Woods Center for the Arts, Bethel, NY           | Stati Uniti (bandiera) | Stati Uniti d'America |
| 62     | 20/06/15 | Bank of NH Meadowbrook Pavilion, Gilford, NH           | Stati Uniti (bandiera) | Stati Uniti d'America |
| 63     | 22/06/15 | Beacon Theatre, New York, NY                           | Stati Uniti (bandiera) | Stati Uniti d'America |
| 64     | 23/06/15 | Beacon Theatre, New York, N.Y.                         | Stati Uniti (bandiera) | Stati Uniti d'America |
| 65     | 25/06/15 | The Woods Amphitheater, Nashville, TN                  | Stati Uniti (bandiera) | Stati Uniti d'America |
| 66     | 26/06/15 | Charter Spectrum Amphitheater, Greenville, SC          | Stati Uniti (bandiera) | Stati Uniti d'America |
| 67     | 27/06/15 | Family Circle Tennis Centre, Charleston, SC            | Stati Uniti (bandiera) | Stati Uniti d'America |
| 68     | 28/06/15 | St. Augustine Amphitheatre, St. Augustine, FL          | Stati Uniti (bandiera) | Stati Uniti d'America |
| 69     | 23/07/15 | DTE Energy Theater, Detroit, MI                        | Stati Uniti (bandiera) | Stati Uniti d'America |
| 70     | 24/07/15 | Van Andel Arena, Grand Rapids, MI                      | Stati Uniti (bandiera) | Stati Uniti d'America |
| 71     | 25/07/15 | FirstMerit Bank Pavilion, Chicago, IL                  | Stati Uniti (bandiera) | Stati Uniti d'America |
| 72     | 26/07/15 | Fraze Pavilion, Kettering, OH                          | Stati Uniti (bandiera) | Stati Uniti d'America |
| 73     | 28/07/15 | Delaware State Fair, Harrington, DE                    | Stati Uniti (bandiera) | Stati Uniti d'America |
| 74     | 29/07/15 | Blue Hills Bank Pavillion, Boston, MA                  | Stati Uniti (bandiera) | Stati Uniti d'America |
| 75     | 30/07/15 | PNC Bank Center, Holmdel Township, NJ                  | Stati Uniti (bandiera) | Stati Uniti d'America |
| 76     | 31/07/15 | CMAC, Rochester, NY                                    | Stati Uniti (bandiera) | Stati Uniti d'America |
| 77     | 01/08/15 | Mohegan Sun Arena, Uncasville, CT                      | Stati Uniti (bandiera) | Stati Uniti d'America |
| 78     | 13/09/15 | Hyde Park, Londra                                      | Regno Unito (bandiera) | Regno Unito           |
| 79     | 18/09/15 | U.S. Cellular Coliseum, Bloomington, IL                | Stati Uniti (bandiera) | Stati Uniti d'America |
| 80     | 19/09/15 | Walmart Amphitheatre, Fayetteville, AR                 | Stati Uniti (bandiera) | Stati Uniti d'America |
| 81     | 20/09/15 | BankPlus Amphitheater at Snowden Grove, Southaven, MS  | Stati Uniti (bandiera) | Stati Uniti d'America |
| 82     | 21/09/15 | O'Reilly Events Centre, Springfield, MO                | Stati Uniti (bandiera) | Stati Uniti d'America |
| 83     | 23/09/15 | Northrop Auditorium, Minneapolis, MN                   | Stati Uniti (bandiera) | Stati Uniti d'America |
| 84     | 24/09/15 | The Sanford Center, Bemidji, MN                        | Stati Uniti (bandiera) | Stati Uniti d'America |
| 85     | 25/09/15 | Tyson Events Centre, Sioux City, IA                    | Stati Uniti (bandiera) | Stati Uniti d'America |

## Band di supporto

### Reckless Tour / World Wide in '85
- Bryan Adams - Cantante, Chitarra ritmica e solista
- Keith Scott - Chitarra solista, Cori
- Dave Taylor - Basso, Cori
- John Hannah - Tastiere, Cori
- Pat Steward - Batteria, Cori

### The Reckless 30th Anniversary Tour
- Bryan Adams - Chitarra, Cantante
- Keith Scott - Chitarra
- Mickey Curry - Batteria
- Gary Breit  - Tastiere
- Norm Fisher - Basso

## Lista delle canzoni

### Lista delle canzoni -  Bryan Adams at Madison Square Garden, New York, 15 settembre 1985
La setlist di Bryan Adams in concerto presso il Madison Square Garden di New York :
- Remember
- The Only One
- It's Only Love
- Kids Wanna Rock
- Diana
- Take Me Back
- Coming Home
- Cuts Like a Knife
- Lonely Nights
- Tonight
- This Time
- The Best Was Yet to Come
- Heaven
- Run to You (Bryan Adams)
- Somebody
- Long Gone
- Get Back (The Beatles)

(The Beatles cover)
- She's Only Happy When She's Dancin'
- I'm Ready
- Summer of '69
- One Night Love Affair

### Lista delle canzoni - Bryan Adams at O2 Arena, Londra, 22 novembre 2014
La setlist di Bryan Adams in concerto presso la O2 Arena di Londra :
- Reckless
- One Night Love Affair
- She's Only Happy When She's Dancin'
- Run to You (Bryan Adams)
- Heaven

(with Jim Vallance)
- Kids Wanna Rock
- It's Only Love
- Long Gone
- Somebody
- Ain't Gonna Cry
- Summer of '69
- Let Me Down Easy

(acoustic)
- (Everything I Do) I Do It for You
- If Ya Wanna Be Bad Ya Gotta Be Good
- Cuts Like a Knife
- Can't Stop This Thing We Started
- Please Forgive Me
- When You're Gone

(Acoustic)
- 18 til I Die
- Cloud #9
- The Only Thing That Looks Good on Me Is You

Encore:
- Too Hot to Handle
- You've Been a Friend to Me
- C'mon Everybody

(Eddie Cochran cover)
- She Knows Me

(Acoustic)
- Straight from the Heart

(Acoustic)
- All for Love

(Acoustic)